# Jackie Groenen
Jackie Groenen, född den 17 december 1994 i Tilburg, är en nederländsk fotbollsspelare (mittfältare) som spelar för Manchester United och det nederländska landslaget. Hon har tidigare även representerat FFC Frankfurt och Chelsea.
Groenen anslöt till Manchester United inför säsongen 2019/2020 vilket innebar att hon var en del av truppen under klubbens första säsong i den engelska högstadivisionen.
Jackie Groenen var en del av den nederländska landslagstrupp som deltog i VM i Frankrike år 2019 och hon gjorde bland annat det avgörande 1-0-målet i semifinalen mot Sverige.